# Првослав Вујчић
Првослав Вујчић (Пожаревац, 20. јул 1960) српски је књижевник, песник, преводилац и колумниста.

## Биографија
Првослав Вујчић рођен је 20. јула 1960. године од оца Јефрема (1932–1996) и мајке Надежде (1936–2015) у општој болници у Пожаревцу где је завршио основну школу и гимназију (друштвено-језички смер) коју је похађао од 1975. до 1979. године. Одрастао је у делу града који се зове Бурјан. Вујчићева збирка поезије „Размишљања једног леша” регистрована је у Југословенској ауторској агенцији 1983. али је пред само објављивање судском одлуком од стране Савеза комуниста забрањена под образложењем да је „морално-политички неподобна за социјалистички систем и друштво”. Књига је објављена 2004. године, после две деценије, и обухвата три дела: Картотека промашаја, Кремирани павиљон и Ексхумација. Вујчић је 1984. казивао песме на гостовању у рудничкој јами у Тузли због чега су га „рудари понели на рукама а власт доделила седмодневни затвор”. У тузланском затвору написао је збирку „Кастрирање ветра” коју је посветио свом оцу Јефрему. Изашла је из штампе после више од две деценије (2005) а поговор је написао Драгомир Брајковић. Један је од организатора демонстрација против НАТО агресије над Србијом и Црном Гором 1999. које су (када је реч о српској дијаспори) једино у Торонту трајале свих 78 дана. Један је од оснивача добротворног фонда „Цар Лазар” у дијаспори и организације „Кнез Мирослав” у Бијелом Пољу. Писао је за „Књижевну реч”, „Књижевне новине” и за „Новине” где је био уредник фељтона „Српско православље”. Преведен је на више језика и песме му се налазе у многим антологијама (међу којима и „Српски писци у расејању 1914–2014”).
Члан је Српске књижевне задруге од 2003. године, Удружења књижевника Србије од 2004. године, Удружења књижевника Српске од 2008. године и Интернационалног удружења песника (Сједињене Америчке Државе). Почасни је члан Удружења књижевних стваралаца „Десанка Максимовић” (Канада). Интернационално удружење песника прогласило га је 2007. године амбасадором поезије Сједињених Америчких Држава. Оснивач је Урбаног књижевног круга. Носи надимак Пирс по ирском песнику Патрику Пирсу.
Од 31. јануара 1987. године живи у Канади. Отац је четворо деце (Димитрије, Ђурађ, Јефимија и Теодора).

## Награде и признања
Добио је награде: „Змајеву” за књигу у рукопису (Београд, Србија), „Змајеву” за песму (Београд, Србија), награду „Минерва” за ширење истине о Србима животним делом и писаном речју (Торонто, Канада) и награду „Књижевне критике” за песму (Сједињене Америчке Државе).

## Дела
- „Размишљања једног леша” (Београдска књига, 2004)[а]
- „Београде, добро је, би’ из Торонта теби” (Београдска књига, 2004)[б]
- „Кастрирање ветра” (Београдска књига, 2005)[в]
- „Девето колено све/мира” (Београдска књига, 2005)[г]
- „Wet” (UBC Canada Press, 2013)
- „Repatriates” (UBC Canada Press, 2013)
- „Catching Saliva” (UBC Canada Press, 2013)
- „A Few Good Little Thoughts” (UBC Canada Press, 2013)
- „Thoughts of a Corpse” (UBC Canada Press, 2014)
- „Belgrade, It's All Good” (UBC Canada Press, 2014)
- „Castration of the Wind” (UBC Canada Press, 2014)
- „Ninth Step of the Universe” (UBC Canada Press, 2014)
- „Влажно” (UBC Canada Press, 2014)
- „Повратници” (UBC Canada Press, 2014)
- „Хватање пљувачке” (UBC Canada Press, 2014)
- „Неколико лепих малих мисли” (UBC Canada Press, 2014)

## Галерија
- Првослав Вујчић, 1991. године
- Са митрополитом црногорско-приморским Амфилохијем, 1992. године
- У просторијама Удружења књижевника, 2004. године
- На Сајму књига са Добрицом Ерићем, 2004. године
- Интервју са Драгославом Шекуларцем, 2006. године